# LGBT dans les littératures de l'imaginaire

Dans La Main gauche de la nuit, Ursula K. Le Guin explore une société où toute la population est androgyne

La représentation des thèmes LGBT dans les littératures de l'imaginaire correspond à la représentation du lesbianisme, de l'homosexualité, de la bisexualité, de la transidentité et des identités de genre dans  la science-fiction, la Fantasy et d’autres genres apparentés.
Il peut s'agir d'intégrer ces personnages comme acteurs principaux ou secondaires du récit, ou d'aborder des thématiques, telles que l'exploration de la sexualité ou du genre, s'écartant de l’hétéronormativité.

## Histoire
Dès les années 1960, les littératures de l'imaginaire s'emparent de thématiques LGBT : c'est le cas du romancier bisexuel afro-américain Samuel R. Delany dans …et pour toujours Gomorrhe, de l'autrice féministe et lesbienne Joanna Russ dans L'autre moitié de l'homme mais aussi de Thomas M. Dish, d'Elizabeth A. Lynn ou d'Octavia E. Butler. Dans l'univers  de Ténébreuse de Marion Zimmer Bradley, l'autrice introduit une large autonomie des femmes représentée à travers le peuple des Libres Amazones et la perspective de relations homosexuelles.

## Motifs
L'autrice Émilie Notéris note que la place des personnages LGBT dans les littératures de l'imaginaire varie grandement en fonction des auteurs : dans une grande partie de la science-fiction, ceux-ci sont relégués à être des personnages négatifs et répoussoirs, tels que le baron Harkonnen dans Dune. Les auteurs eux-mêmes queers, tels que les français Francis Berthelot ou Lizzie Crowdagger, écrivent des personnages homosexuels ou trans triomphant en réaction à ces clichés narratifs,.

### Vampires

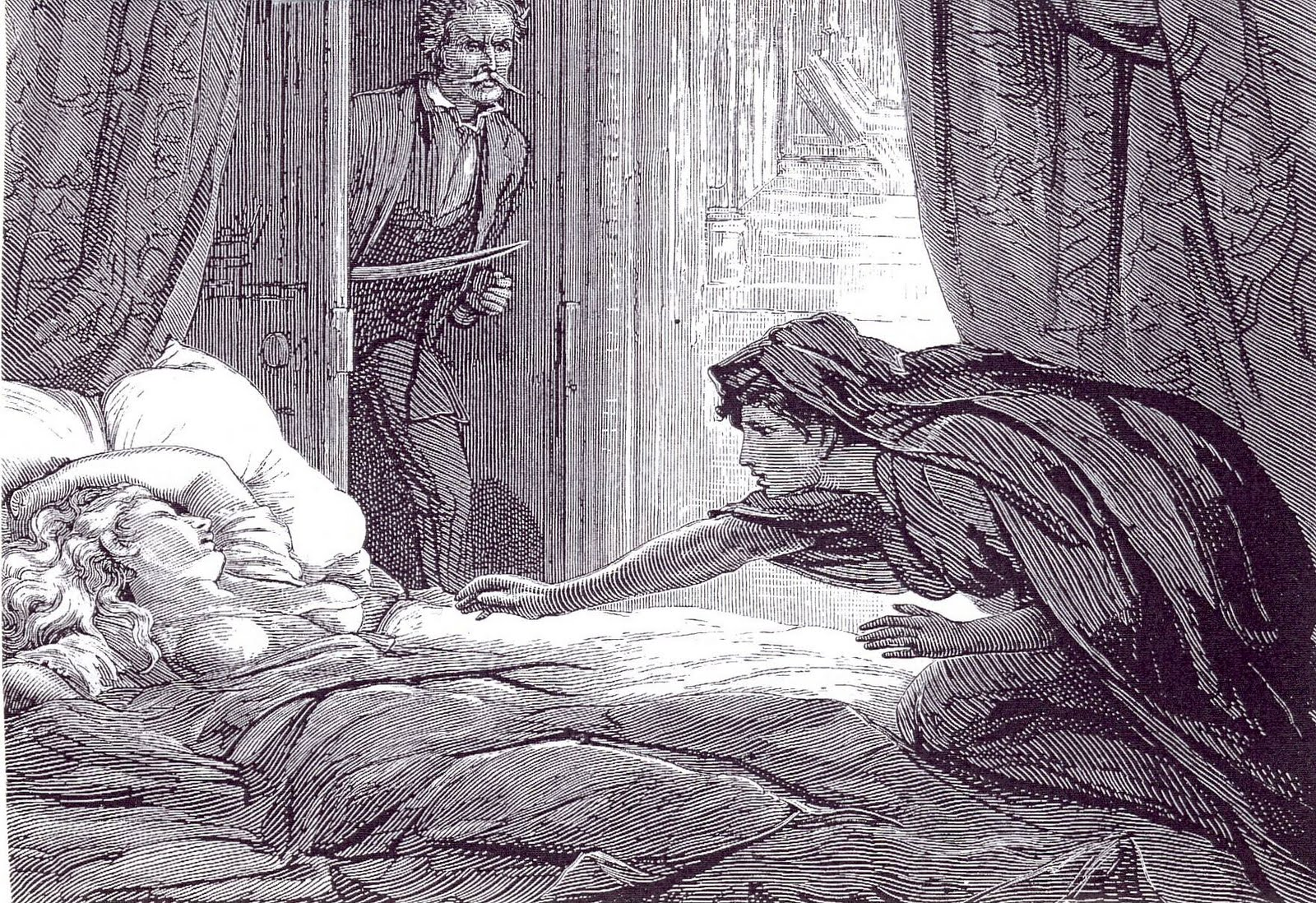
Triptyque de la littérature vampirique saphique du XIXe siècle : l'innocente victime humaine, la séductrice monstrueuse, et l'homme qui met violemment fin à la transgression que constitue le lesbianisme

Les littératures de l'imaginaire intègrent dès leurs origines des relations entre femmes ; au XIXe siècle, le modèle suivi correspond au couple monstre séductrice / innocente victime, en particulier vampire/humaine, tels que Christabel de Samuel Coleridge ou Carmilla de Joseph Sheridan Le Fanu. Dans ce genre où le lesbianisme est prétexte soit à l'expression d'angoisses masculines quant à la puissance des femmes, forcément monstrueuses, soit comme élément d'un refus de la féminité douce et soumis, des autrices lesbiennes parviennent à subvertir ces récits : ainsi, Lizzie Crowdagger, dans Une autobiographie transsexuelle (avec des vampires), refuse de tuer ses personnages lesbiens et trans, et utilise plutôt le vampirisme comme métaphore du lesbianisme comme vie surnaturelle et collective, en opposition à la vie normale et hétérosexuelle.

## Fonctions
Si la science-fiction et la Fantasy sont traditionnellement des genres destinés à un lectorat masculin, ce sont aussi des vecteurs d'imagination et de liberté pour les lecteurs. Par exemple cette liberté peut constituer un support pour examiner les préjugés sexuels, en invitant le lecteur à reconsidérer ses hypothèses culturelles hétéronormatives. Notamment, la science-fiction féministe présente des exemples d'utopies féministes et lesbiennes. 

### Ouvrages
- (en) Lisa Yaszek, Sonja Fritzsche, Keren Omry et Wendy G. Pearson, The Routledge companion to gender and science fiction, 2023 (ISBN 978-1-003-08293-4, 1-003-08293-9 et 978-1-000-82627-2, OCLC 1350965957)
- (en) Silvia Schultermandl, Jana Aresin, Si Sophie Pages Whybrew et Dijana Simic, Affective Worldmaking Narrative Counterpublics of Gender and Sexuality., 2022 (ISBN 978-3-8394-6141-9, 3-8394-6141-3 et 978-3-8376-6141-5, OCLC 1366202222, lire en ligne)
- Darieck Scott, Keeping it unreal : Black queer fantasy and superhero comics, 2022 (ISBN 978-1-4798-4013-7, 1-4798-4013-0 et 978-1-4798-2414-4, OCLC 1245960204)
- HJALTESTED, Helga Rún. Queer Magicians: An Analysis of The Magicians through Queer and Fantasy Literature Theory. Thèse de doctorat, 2021

- SHARP, Sabine R. Monsters, Time-Travel, and Aliens: Tracing the Genealogies of 'Trans' through Feminist Science Fiction Writing and Film. The University of Manchester (United Kingdom), 2021.

- KENNEALLY, STEPHEN CHRISTOPHER. Queer be dragons: Mapping LGBT fantasy novels 1987-2000. 2016. Thèse de doctorat. Trinity College Dublin.
- (en) Jude Roberts et Esther MacCallum-Stewart, Gender and sexuality in contemporary popular fantasy : beyond boy wizards and kick-ass chicks, 2016 (ISBN 978-1-4724-4754-8, 1-4724-4754-9 et 1-317-13054-5, OCLC 951217500)
- (en) Phyllis M. Betz, The lesbian fantastic : a critical study of science fiction, fantasy, paranormal and gothic writings, McFarland, 2011 (ISBN 978-0-7864-5885-1 et 0-7864-5885-2, OCLC 689522303, lire en ligne)
- PEARSON, WENDY GAY, VERONICA HOLLINGR, and JOAN GORDON, eds. Queer Universes: Sexualities in Science Fiction. 1st ed. Vol. 37. Liverpool University Press, 2008. http://www.jstor.org/stable/j.ctt5vjcss.
- Manon Berthier, Ecrire à l'encre violette, Paris, Le Cavalier bleu, 2022 (ISBN 979-10-318-0516-0) : partie "Mauvais genres 1924 ?-2022, écrire le lesbianisme dans les littératures de l'imaginaire".
- Ketty Steward, Le Futur au pluriel : réparer la science-fiction, Rennes, Les Éditions de l'Inframonde, 2023 (ISBN 9782958768201), pages 50-63, chapitre "Des genres troubles".

### Podcasts
* « Queer : le mauvais genre de la SF », sur France Culture

### Publications scientifiques et encyclopédiques
- Deshane, Evelyn. "Crossing the (trans) gender bridge: Exploring intersex and trans bodies in Canadian speculative fiction." Canadian Science Fiction, Fantasy, and Horror: Bridging the Solitudes (2019): 203-218.
- GOMEZ, Jewelle. Speculative fiction and black lesbians. Signs: Journal of Women in Culture and Society, 1993, vol. 18, no 4, p. 948-955.
- (en) Wendy Gay Pearson, « Speculative Fiction and Queer Theory », sur Oxford Research Encyclopedia of Communication, 19 octobre 2022 (DOI 10.1093/acrefore/9780190228613.001.0001/acrefore-9780190228613-e-1214;jsessionid=fee2d8cfff19aeb788e5beab2dfadfba, consulté le 29 mars 2023).
- « SFE: Transgender SF », sur sf-encyclopedia.com (consulté le 29 mars 2023).